# Afro (cabelo)

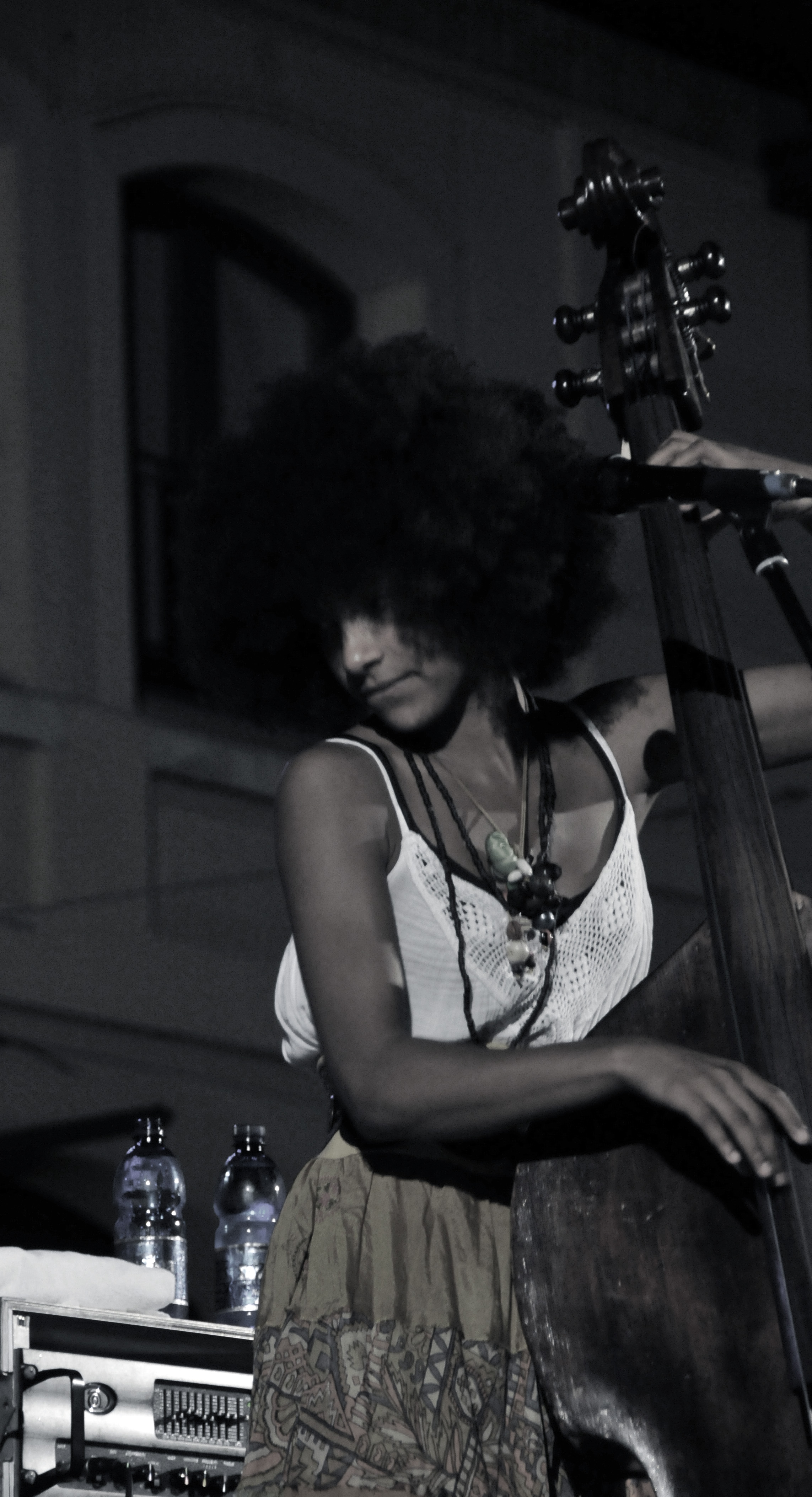
Cantora Esperanza Spalding usando um penteado afro.

Cabelo black power, ou simplesmente afro, é um penteado associado principalmente a pessoas negras, popularizado nas décadas de 1960 e 1970.
O afro é um estilo de cabelo criado a partir do crescimento natural do cabelo crespo, diferente do "fro", que pode ser estilizado em diferentes tipos de cabelo com auxílio de ferramentas ou produtos. O penteado pode ser moldado penteando o cabelo para longe do couro cabeludo, formando um volume arredondado. Para pessoas com cabelos ondulados ou lisos, o visual pode ser obtido por meio de cremes, géis permanentes ou outros produtos que alteram temporariamente a textura capilar. O pente de dentes largos é uma ferramenta comum para a modelagem e manutenção do estilo.

## Etimologia
"Afro" é derivado de termos como afrodescendente ou afro-americano.

## Significado sociocultural e resistência
A adoção do cabelo afro ganhou forte simbolismo político e identitário, especialmente no Brasil, a partir das décadas de 1970 e 1980. Em um contexto de afirmação da identidade negra, o cabelo crespo deixou de ser tratado como símbolo de inferioridade e passou a representar resistência ao racismo estrutural, orgulho étnico e empoderamento pessoal — sobretudo entre mulheres negras.
O crescimento do orgulho racial influenciou também a criação de um mercado específico de cosméticos afro, voltado para cuidados com cabelos crespos e cacheados, contribuindo para maior visibilidade e aceitação dessa estética.
A relação entre estética e política se fortaleceu, e o uso do cabelo afro passou a ser também uma forma de enfrentamento ao chamado "mito da democracia racial", segundo o qual não haveria racismo no Brasil.
No Brasil, o termo "cabelo bombril", historicamente utilizado de forma pejorativa para descrever cabelos crespos, reflete um discurso racista que associa o cabelo negro à desvalorização estética e social. Expressões como essa foram amplamente reproduzidas em mídias digitais, brinquedos infantis e na fala cotidiana, contribuindo para a manutenção de um padrão de beleza eurocêntrico e excludente. Entretanto, essas mesmas mídias têm sido palco de resistência e ressignificação, por meio de movimentos como a Marcha do Orgulho Crespo, realizada anualmente desde 2015 em diversas cidades brasileiras. Esses eventos representam o enfrentamento ao racismo simbólico e a afirmação da beleza e identidade negra.
A frase “Cabelo crespo não é moda, é DNA”, utilizada em cartazes e redes sociais durante as marchas, simboliza essa ruptura discursiva com o passado de estigmatização e projeta o cabelo afro como um marcador de orgulho, identidade e luta contra o racismo.
Além disso, o cabelo afro tornou-se meio de expressão cultural por meio de penteados criativos, estilizações e acessórios que exaltam a diversidade dos fios crespos e sua representatividade histórica.